# Elizabeth Dejeans
Frances Elizabeth Janes Budgett (27 décembre 1868 - 6 février 1928), nom de plume Elizabeth Dejeans est une romancière américaine. Trois films muets ont été basés sur ses œuvres.

## Biographie
Frances Elizabeth Janes naît à New Philadelphia, dans l'Ohio. Elle est la fille Leroy Lansing Janes et de Harriet Waterbury Scudder Janes. Sa mère est née en Inde,  son grand-père maternel était le missionnaire presbytérien Henry Martyn Scudder (en). Elle passe une partie de son enfance au Japon, lorsque son père, un vétéran américain de la guerre de Sécession, travaille comme enseignant à Kumamoto,. Elle fréquente l'université du Michigan, mais la quitte pour se marier: elle épouse, en 1894, le médecin anglais et professeur de médecine Sidney Paine Budgett. Elle meurt par suicide en 1928, à l'âge de 59 ans, à Dover, dans l'Ohio,.

## Carrière
Elizabeth Dejeans écrit des romans et des nouvelles, principalement des « romans d'amour populaires » axés sur la femme nouvelle et ses problèmes modernes. « Dejeans n'écrit ni des ordures ni du sensationnalisme », explique un critique de 1912, « mais elle dépeint des images puissantes de choses qui ne sont pas toujours agréables à regarder ». Elle soutient publiquement le droit de vote des femmes. Deux de ses romans et une de ses nouvelles ont été adaptés à l'écran : The Tiger's Coat (en) (1920), Crashin' Thru (en) (1923) et The Romance of a Million Dollars (en) (1926).

## Publications
- The Winning Chance (1909, roman)
- The Heart of Desire (1910, roman)
- A Blotted Page (1910, nouvelle)
- The Far Triumph (1911, roman)
- The House of Thane (1913, roman}
- The Life-Builders (1915, roman)
- The Tiger's Coat (1917, roman)
- The Ten Virgins (1917, nouvelle)
- Nobody's Child(1918, roman)
- Twixt the Cup and Lip (1920, nouvelle)
- The Morton Mystery (1922, roman)
- The Romance of a Million Dollars (1922, roman)
- If a Woman Will (1923, nouvelle)
- The Slayer of Souls (1923, roman en série)
- The Double House (1924, roman)
- The Winning Game (1925, roman)
- The Mansions of Unrest (1926, roman)